# Regierungsbezirk Köln

Logo der Bezirksregierung Köln

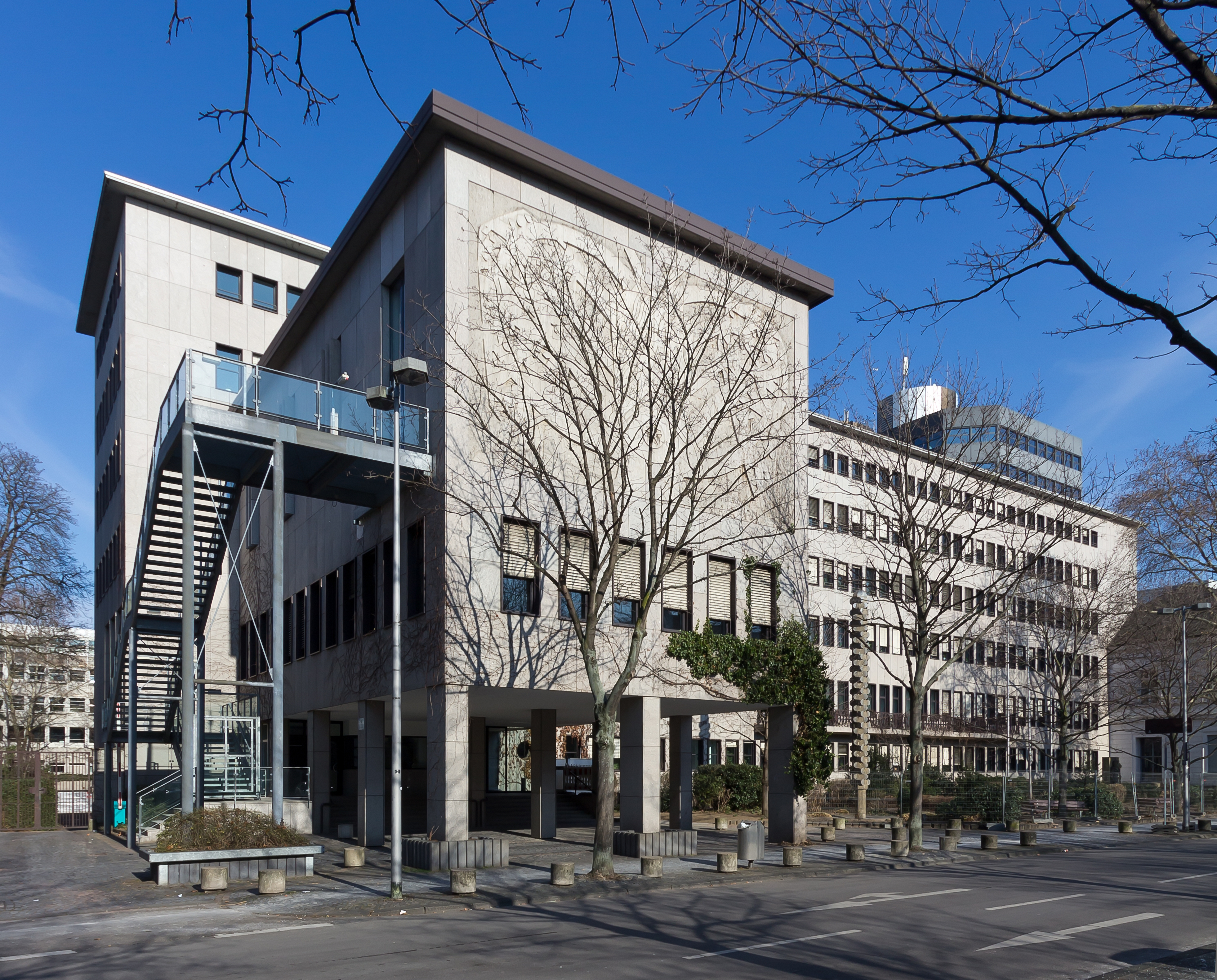
Hauptgebäude der Bezirksregierung Köln an der Zeughausstraße

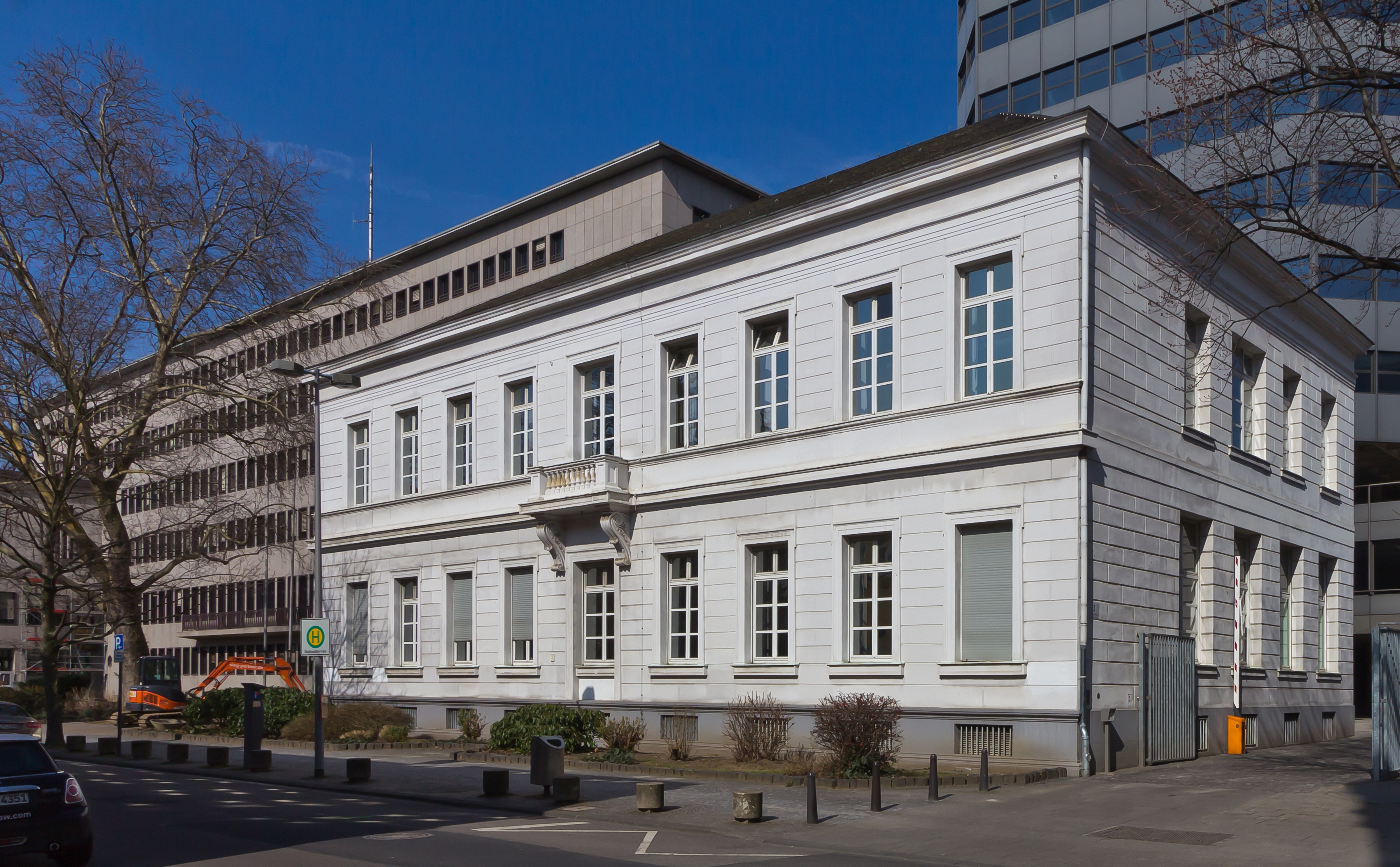
Denkmalgeschützter Ostflügel der Bezirksregierung Köln

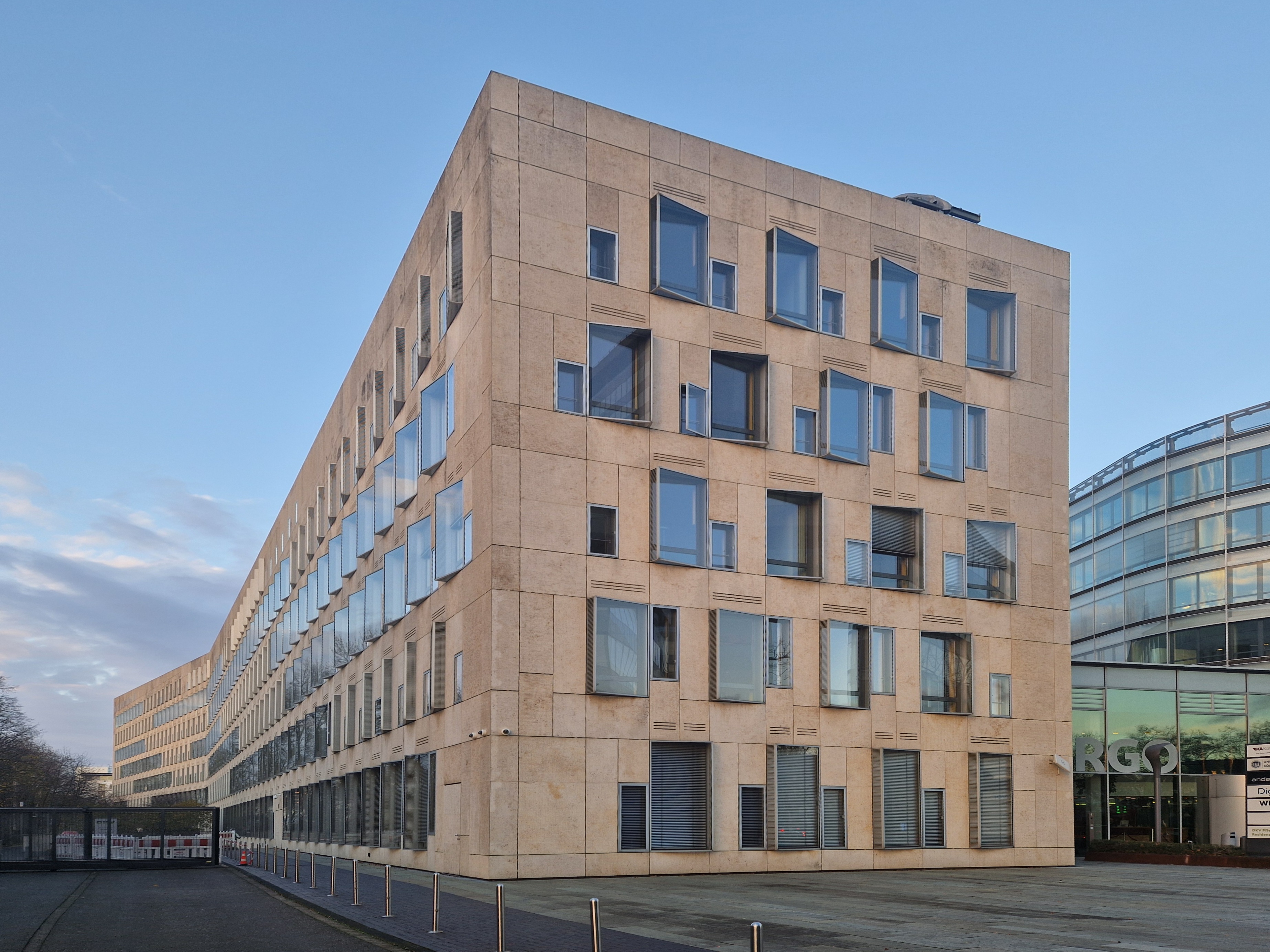
Zweigstelle der Bezirksregierung Köln an der Scheidtweilerstraße

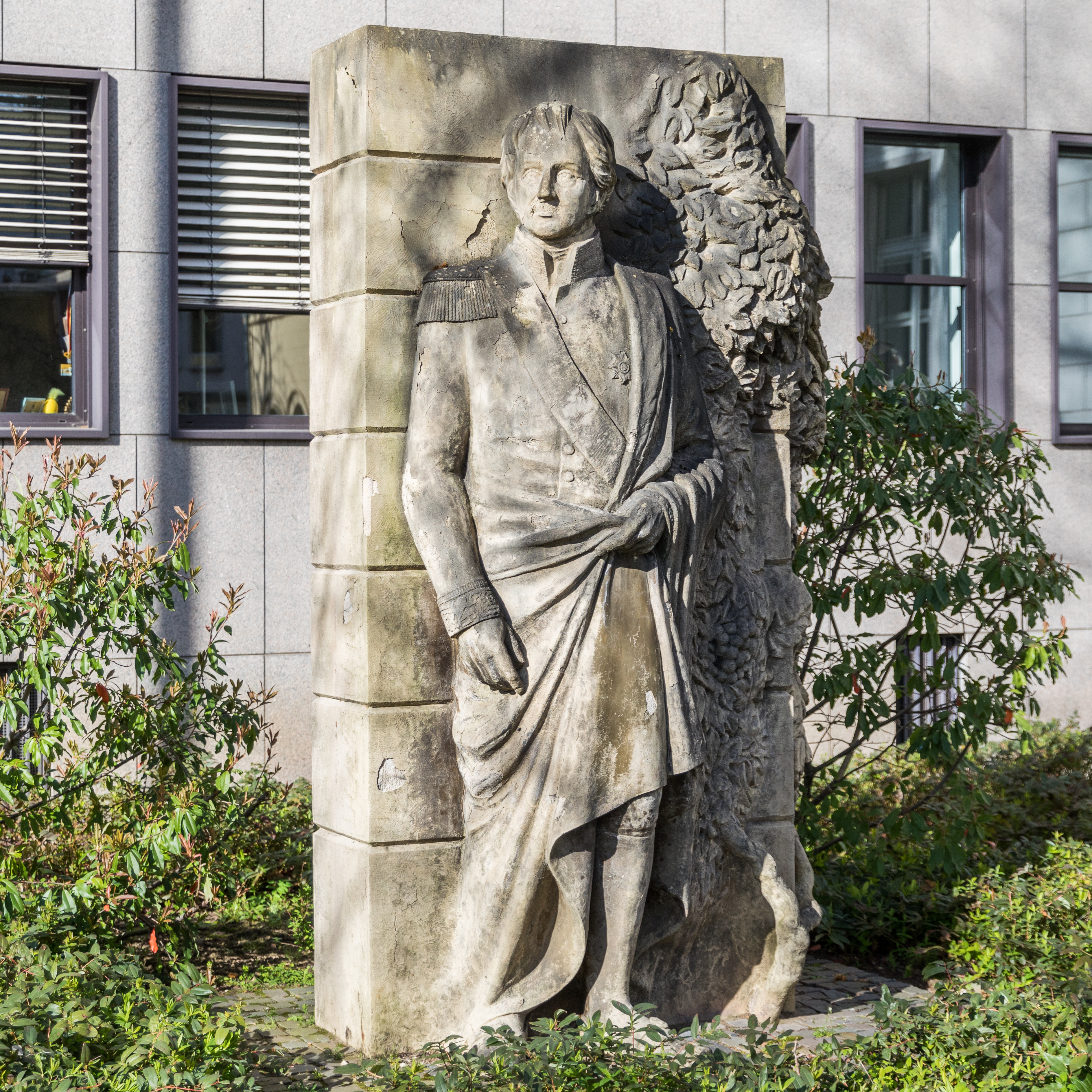
Friedrich, Reichsgraf zu Solms-Laubach, wurde am 25. April 1816 erster Regierungspräsident in Köln. Das Denkmal ist ein Werk des Kölner Bildhauers Herbert Labusga.

Der Regierungsbezirk Köln ist einer von fünf Regierungsbezirken in Nordrhein-Westfalen. Er besteht aus vier kreisfreien Städten sowie acht Kreisen mit insgesamt 95 kreisangehörigen Gemeinden und ist einer der bevölkerungsreichsten sowie am dichtesten besiedelten Regierungsbezirke in ganz Deutschland.
Das zuständige Regierungspräsidium trägt die Bezeichnung Bezirksregierung Köln und ist eine staatliche Landesmittelbehörde im dreistufigen Verwaltungsaufbau von Nordrhein-Westfalen. Als allgemeine Vertretung der nordrhein-westfälischen Landesregierung beaufsichtigt, koordiniert und realisiert sie unter anderem Prozesse im Rahmen der regionalen Entwicklung, der Wirtschaft, des Sozialen, der Gefahrenabwehr, des Verkehrs, der Umwelt oder des Schulwesens.
Im Vergleich mit dem Bruttoinlandsprodukt der Europäischen Union, ausgedrückt in Kaufkraftstandards, erreichte der Regierungsbezirk Köln 2015 einen Index von 131 von durchschnittlich 100.

## Geographie
Der Regierungsbezirk Köln bildet den südlichen Teil des Landschaftsverbandes Rheinland und liegt im Südwesten von Nordrhein-Westfalen.
Den Kern des Regierungsbezirkes Köln bildet die vom Rhein durchflossene Kölner Bucht, die zur Niederrheinischen Bucht zählt. Auf der westlichen und der östlichen Seite wird sie von den Höhen des Rheinischen Schiefergebirges flankiert; zwei dieser Flanken, das südliche Bergische Land und die nördliche Eifel, sind Teile des Regierungsbezirkes Köln.
Der Regierungsbezirk Köln erstreckt sich in West-Ost-Richtung auf einer Länge von 135 km und in Nord-Süd-Richtung auf 122 km. Mit einer Fläche von 7.365 km² ist er nach dem Regierungsbezirk Arnsberg der zweitgrößte Regierungsbezirk in Nordrhein-Westfalen.
Hinsichtlich der Einwohnerzahl ist der Regierungsbezirk Köln mit 4,41 Millionen Einwohnern (31. Dezember 2011) nach dem Regierungsbezirk Düsseldorf der zweitgrößte in Nordrhein-Westfalen. Die Einwohnerdichte liegt mit 599 Einwohnern je km² (31. Dezember 2011) erheblich über dem Bundesdurchschnitt von 229 (31. Dezember 2011) und über dem von Nordrhein-Westfalen mit 523 Einwohnern je km² (31. Dezember 2011). Die Besiedlung konzentriert sich schwerpunktmäßig auf das Städteband längs des Rheins, den südlichen Teil der Rheinschiene. Die vier kreisfreien Städte im Regierungsbezirk Köln (Aachen, Bonn, Köln und Leverkusen) haben mit zusammen 1.766.717 Einwohnern (31. Dezember 2011) einen Anteil von ca. 40 Prozent an den Einwohnern des Regierungsbezirkes Köln und von gut 9,9 Prozent am Landeswert. Die Stadt Köln ist dabei mit 1.017.155 Einwohnern die mit Abstand größte Stadt in ganz Nordrhein-Westfalen.
Der Regierungsbezirk Köln grenzt im Norden an den Regierungsbezirk Düsseldorf, im Osten an den Regierungsbezirk Arnsberg, im Süden an das Land Rheinland-Pfalz (bzw. an die ehemaligen Regierungsbezirke Koblenz und Trier) sowie im Westen an Belgien und die Niederlande.

## Geschichte
Die Geschichte des Regierungsbezirkes Köln geht auf die preußische Verordnung über die verbesserte Einrichtung der Provinzialbehörden vom 30. April 1815 zurück. Damals wurde Preußens Regierung und Verwaltung nach dem Wiener Kongress neu geordnet und die Provinzen in insgesamt 28 Regierungsbezirke eingeteilt, darunter den Regierungsbezirk Köln. Wie die übrigen, so nahm auch die Bezirksregierung in Köln mit dem 22. April 1816 ihre Tätigkeit auf.
Der Regierungsbezirk Köln gehörte ab Gründung 1815/1816 zur Provinz Jülich-Kleve-Berg, ab 1822 zur Rheinprovinz, ab 1945 zu Nordrhein und seit 1946 zu Nordrhein-Westfalen.
Die Organisation und Struktur der Behörde wurde immer angepasst an die sich ändernden administrativen und politischen Gegebenheiten. So wurden zum Beispiel 1972 die Regierungsbezirke Aachen und Köln vereinigt. Auch mit der Verwaltungsstrukturreform Nordrhein-Westfalens 2008 wurden die Bezirksregierungen noch einmal grundlegend geändert. Allein in die Bezirksregierung Köln wurden noch sieben weitere, auch landesweit zuständige, Sonderbehörden integriert, darunter etwa das bisherige Landesvermessungsamt Nordrhein-Westfalen oder die Fachaufsicht über das Bundesausbildungsförderungsgesetz in Nordrhein-Westfalen.

## Einwohnerentwicklung
| Jahr | Einwohner | Quelle |
| ---- | --------- | ------ |
| 1816 | 324.632   | [ 3 ]  |
| 1828 | 377.335   | [ 3 ]  |
| 1871 | 613.457   | [ 4 ]  |
| 1880 | 702.934   | [ 4 ]  |
| 1900 | 1.021.878 | [ 5 ]  |
| 1910 | 1.249.540 | [ 5 ]  |
| 1925 | 1.434.827 | [ 6 ]  |
| 1939 | 1.595.677 | [ 7 ]  |
| 1946 | 1.461.104 | [ 8 ]  |
| 1950 | 1.668.813 | [ 9 ]  |
| 1961 | 2.126.400 | [ 10 ] |
| 1970 | 2.412.200 | [ 11 ] |
| 1980 | 3.913.800 | [ 12 ] |
| 1990 | 4.025.300 | [ 13 ] |
| 2000 | 4.281.500 | [ 14 ] |
| 2010 | 4.392.747 | [ 15 ] |
| 2018 | 4.468.904 | [ 15 ] |

## Stellung in der Landesverwaltung
Bezirksregierungen sind Mittelbehörden im dreistufigen Verwaltungsaufbau von Nordrhein-Westfalen.
Bei der Bezirksregierung Köln werden, wie bei den übrigen vier im Lande, Verwaltungsaufgaben aus den Geschäftsbereichen aller nordrhein-westfälischen Landesministerien und der Staatskanzlei in einer Behörde gebündelt.

## Die Regierungspräsidenten
- 1816–1818: Friedrich zu Solms-Laubach
- 1818–1825: Ludwig vom Hagen
- 1825–1832: Daniel Heinrich Delius
- 1832–1834: Franz Heinrich Gossen (vertretungsweise)
- 1834–1838: Karl Ruppenthal
- 1839–1844: Karl von Gerlach
- 1844:–9999 Robert von Patow (trat das Amt nicht an)
- 1844–1845: Gustav von Bonin
- 1845–1848: Karl Otto von Raumer
- 1848:–9999 Heinrich von Wittgenstein
- 1849–1866: Eduard von Moeller
- 1866–1867: Johann Baptist Birck (vertretungsweise)
- 1867–1884: Otto von Bernuth
- 1884–1894: Chlodwig von Sydow
- 1894–1901: Hugo Samuel von Richthofen
- 1901–1905: Max von Balan
- 1905–1917: Otto von Steinmeister
- 1917–1919: Karl von Starck
- 1919–1921: Philipp Brugger
- 1922–1926: Sigmund Maria Graf Adelmann von Adelmannsfelden
- 1926–1933: Hans Elfgen
- 1933–1934: Rudolf zur Bonsen
- 1934–1936: Rudolf Diels
- 1936–1945: Eggert Reeder
- 1942–1944: Karl Eugen Dellenbusch (vertretungsweise)
- 1945–1947: Clemens Busch
- 1947–1957: Wilhelm Warsch
- 1957–1958: Walter Rieger
- 1958–1966: Franz Grobben
- 1966–1967: Heinrich Stakemeier
- 1967–1978: Günter Heidecke
- 1978–1999: Franz-Josef Antwerpes
- 1999–2005: Jürgen Roters
- 2005–2010: Hans Peter Lindlar
- 2010–2022: Gisela Walsken
- seit 2022: Thomas Wilk

## Verwaltungsgliederung

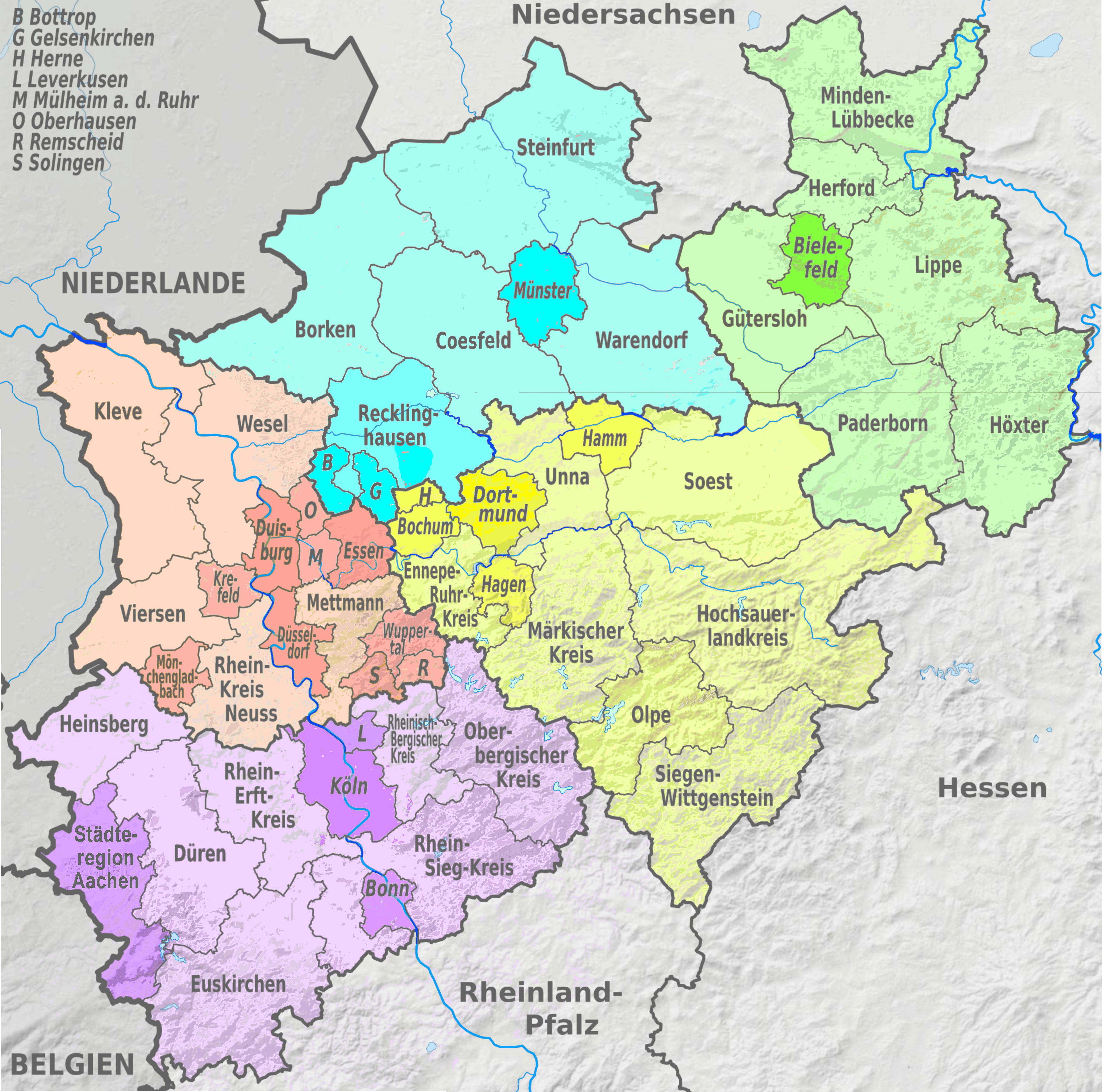
Kreise in NRW, Grundtöne nach Regierungsbezirken, kreisfreie Städte intensiver eingefärbt

### Verzeichnis der Kreise und kreisfreien Städte

#### Kreise
1. Städteregion Aachen (bis zum 20. Oktober 2009 Stadt und Kreis Aachen, Gebiet bis zum 31. Juli 1972 im Regierungsbezirk Aachen)
2. Kreis Bergheim (bis zum 31. Dezember 1974, anschließend im Erftkreis, am 1. November 2003 in Rhein-Erft-Kreis umbenannt)
3. Kreis Bonn (bis zum 31. Juli 1969, anschließend im Rhein-Sieg-Kreis; etliche Gemeinden, so zum Beispiel Bad Godesberg, wurden in die Stadt Bonn eingemeindet)
4. Kreis Düren (bis zum 31. Juli 1972 im Regierungsbezirk Aachen)
5. Erftkreis (ab dem 1. Januar 1975 aus dem Kreis Bergheim und großen Teilen des Landkreises Köln, ab dem 1. November 2003 Rhein-Erft-Kreis)
6. Kreis Euskirchen (ab dem 1. Januar 1972 mit dem Kreis Schleiden aus dem Regierungsbezirk Aachen)
7. Kreis Heinsberg (bis zum 31. Juli 1972 im Regierungsbezirk Aachen)
8. Landkreis Köln (bis zum 31. Dezember 1974, anschließend im Erftkreis, am 1. November 2003 in Rhein-Erft-Kreis umbenannt, manche Gemeinden in der Stadt Köln)
9. Oberbergischer Kreis (ab dem 1. Januar 1975 mit Teilen des Rhein-Wupper-Kreises)
10. Rhein-Erft-Kreis (ab dem 1. November 2003, bisher Erftkreis)
11. Rheinisch-Bergischer Kreis (ab dem 1. Januar 1975 mit Teilen des Rhein-Wupper-Kreises)
12. Rhein-Sieg-Kreis (ab dem 1. August 1969 aus dem Siegkreis und dem Kreis Bonn)
13. Siegkreis (bis zum 31. Juli 1969, anschließend im Rhein-Sieg-Kreis)

#### Kreisfreie Städte
1. Aachen (bis zum 31. Juli 1972 im Regierungsbezirk Aachen, seit dem 21. Oktober 2009 eingeschränkt nach Maßgabe des Aachen-Gesetzes)
2. Bonn (am 1. August 1969 durch Eingemeindungen, unter anderem von Bad Godesberg, stark vergrößert)
3. Köln (am 1. Januar 1975 durch Eingemeindungen vergrößert)
4. Leverkusen (bis zum 31. Dezember 1974 im Regierungsbezirk Düsseldorf, am 1. Januar 1975 durch Eingemeindungen unter anderem von Opladen stark vergrößert)

### Historischer Rückblick
1. Der Kreis Uckerath wurde 1820 in den Kreis Siegburg eingegliedert.
2. Der Kreis Gummersbach entstand 1825 aus den Kreisen Gimborn und Homburg.
3. Der Siegkreis entstand 1825 aus dem Kreis Siegburg.
4. Der Kreis Euskirchen entstand 1827 aus dem Kreis Lechenich.
5. Die Stadt Bonn wurde 1887 kreisfrei, indem sie aus dem Kreis Bonn ausgegliedert wurde.
6. Der Oberbergische Kreis entstand 1932 aus den Kreisen Gummersbach und Waldbröl.
7. Der Kreis Rheinbach wurde 1932 in den Landkreis Bonn eingegliedert.
8. Der Rheinisch-Bergische Kreis entstand 1932 aus den Kreisen Mülheim am Rhein und Wipperfürth.

### Aktueller Stand
Der Regierungsbezirk Köln besteht gegenwärtig aus folgenden Gebietskörperschaften:
Acht Kreise (inkl. der Städteregion Aachen) mit insgesamt 95 kreisangehörigen Städten und Gemeinden:
1. Städteregion Aachen mit den regionsangehörigen Städten Alsdorf, Baesweiler, Eschweiler, Herzogenrath, Monschau, Stolberg und Würselen sowie den regionsangehörigen Gemeinden Roetgen und Simmerath
2. Kreis Düren mit den kreisangehörigen Städten Düren (Sitz), Heimbach, Jülich, Linnich und Nideggen sowie den kreisangehörigen Gemeinden Aldenhoven, Hürtgenwald, Inden, Kreuzau, Langerwehe,  Merzenich, Niederzier, Nörvenich, Titz und Vettweiß
3. Kreis Euskirchen mit den kreisangehörigen Städten Bad Münstereifel, Euskirchen (Sitz), Mechernich, Schleiden und Zülpich sowie den kreisangehörigen Gemeinden Blankenheim, Dahlem, Hellenthal, Kall, Nettersheim und Weilerswist
4. Kreis Heinsberg mit den kreisangehörigen Städten Erkelenz, Geilenkirchen, Heinsberg (Sitz), Hückelhoven, Übach-Palenberg, Wassenberg und Wegberg sowie den kreisangehörigen Gemeinden Gangelt, Selfkant und Waldfeucht
5. Oberbergischer Kreis mit den kreisangehörigen Städten Bergneustadt, Gummersbach (Sitz), Hückeswagen, Radevormwald, Waldbröl, Wiehl und Wipperfürth sowie den kreisangehörigen Gemeinden Engelskirchen, Lindlar, Marienheide, Morsbach, Nümbrecht und Reichshof
6. Rheinisch-Bergischer Kreis mit den kreisangehörigen Städten Bergisch Gladbach (Sitz), Burscheid, Leichlingen, Overath, Rösrath und Wermelskirchen sowie den sowie den kreisangehörigen Gemeinden Kürten und Odenthal
7. Rhein-Erft-Kreis mit den kreisangehörigen Städten Bedburg, Bergheim (Sitz), Brühl, Elsdorf, Erftstadt, Frechen, Hürth, Kerpen, Pulheim und Wesseling
8. Rhein-Sieg-Kreis mit den kreisangehörigen Städten Bad Honnef, Bornheim, Hennef, Königswinter, Lohmar, Meckenheim, Niederkassel, Rheinbach, Sankt Augustin, Siegburg (Sitz) und Troisdorf sowie den kreisangehörigen Gemeinden Alfter, Eitorf, Much, Neunkirchen-Seelscheid, Ruppichteroth, Swisttal, Wachtberg und Windeck

Vier kreisfreie Städte:
1. Aachen
2. Bonn
3. Köln
4. Leverkusen

## Regionalrat
- Linke: 1
- Grüne: 10
- SPD: 10
- Volt: 1
- FW: 1
- FDP: 3
- CDU: 15
- AfD: 1

Der Regionalrat wird nach jeder Kommunalwahl aufgrund der Kommunalwahlergebnisse (Stadtrats- bzw. Gemeinderatswahl) der kreisangehörigen Gemeinden der Kreise Düren, Euskirchen, Heinsberg, Oberbergischer Kreis, Rheinisch-Bergischer Kreis, Rhein-Erft-Kreis und Rhein-Sieg-Kreis, der Städteregion Aachen sowie der kreisfreien Städte Bonn, Köln und Leverkusen gebildet.
Der Regionalrat trifft als Träger der Regionalplanung die sachlichen und verfahrensmäßigen Entscheidungen zur Erarbeitung des Regionalplanes und beschließt über dessen Aufstellung. Er legt damit die regionalen Ziele der Raumordnung und Landesplanung für die Entwicklung des Regierungsbezirks im Regionalplan fest.
Neben dieser Entscheidungskompetenz hat der Regionalrat Beteiligungs-, Informations- und Beratungsrechte im Bereich der regionalen Infrastrukturpolitik.
Die Bezirksregierung unterrichtet den Regionalrat über alle regional bedeutsamen und strukturwirksamen Entwicklungen. Das Gleiche gilt für Förderprogramme und -maßnahmen des Landes in vielen wichtigen Infrastrukturbereichen, wie zum Beispiel in den Bereichen Städtebau, Freizeit- und Erholungswesen, Tourismus, Landschaftspflege, Wasserwirtschaft, Abfallbeseitigung und Altlasten sowie Kultur. Die Unterrichtungspflicht der Bezirksregierung ist die Basis für sachgerechte strukturpolitische Entscheidungen durch den Regionalrat.
Auf der Grundlage der Raumordnungspläne unterbreitet der Regionalrat Vorschläge für Förderprogramme und Fördermaßnahmen von regionaler Bedeutung. Er hat dabei die Vorschläge aus der Region zu berücksichtigen, zusammenzuführen und zu bewerten sowie eine Prioritätensetzung vorzunehmen. Das Vorschlagsrecht dient dazu, qualifizierte Entscheidungsvorschläge für die Landesregierung zu erarbeiten. Der Regionalrat soll im Verhältnis zur Landesregierung bei strukturpolitischen Entwicklungen als Sprecher der Region auftreten, die Wünsche der Region bündeln und sie nach Abgleich mit den Zielen und Grundsätzen der Raumordnung und Landesplanung an die Landesregierung herantragen.
In Verkehrsfragen ist der Regionalrat an der Planung der Verkehrsinfrastruktur beteiligt. Er beschließt über die Vorschläge der Region für die gesetzlichen Bedarfs-Ausbaupläne von Bund und Land, für die die jährlichen Ausbauprogramme für Landesstraßen und die Förderprogramme für den kommunalen Straßen- und Radwegebau. Der Regionalrat legt darüber hinaus die Prioritäten für Um- und Ausbaumaßnahmen von Landesstraßen bis zu 3 Mio. Euro Gesamtkosten je Maßnahme fest. Ergänzt werden diese Kompetenzen dadurch, dass der Regionalrat bei Linienbestimmung für Landesstraßen durch die Bezirksregierung ebenso wie die Träger öffentlicher Belange zu beteiligen ist.
Aktuell gibt es im Regionalrat folgende Sitzverteilung nach Fraktionen (Stand September 2020):
| CDU | Grüne | SPD | FDP | Linke/Volt     | fraktionslos | Gesamt |
| --- | ----- | --- | --- | -------------- | ------------ | ------ |
| 15  | 10    | 10  | 3   | 2              | 2            | 42     |
|     |       |     |     | Linke 1 Volt 1 | FW 1 AfD 1   |        |

## NUTS-Region
Der Regierungsbezirk Köln ist eine von 38 deutschen NUTS-2-Regionen. Als Untergliederung der NUTS-1-Region NRW (DEA) hat sie das Kürzel DEA2.